# Campionati mondiali di ginnastica ritmica
I campionati mondiali di ginnastica ritmica sono la massima competizione internazionale di ginnastica ritmica.
Sono organizzati dalla Federazione Internazionale di Ginnastica (FIG). La prima edizione risale al 1963. Nel corso degli anni è variata la denominazione, la frequenza e la tipologia di eventi ospitati.
Fino al 1975 si chiamavano campionati mondiali di ginnastica moderna, dal 1977 al 1997 campionati mondiali di ginnastica ritmica sportiva; l'attuale denominazione è stata assunta nel 1998.
Dal 2003 hanno cadenza biennale e sono assegnati 9 titoli (5 individuali, 3 di gruppo, 1 a squadre). Le gare individuali prevedono il concorso completo e 4 gare con singolo attrezzo, le gare di gruppo prevodono il concorso completo, una gara con cinque attrezzi uguali, una gara con due attrezzi (in misura di 3 + 2). Gli attrezzi ammessi sono quelli stabiliti dalla federazione con cadenza biennale.

## Edizioni
| Anno | Edizione | Città ospitante   | Stato          | Note                  |
| ---- | -------- | ----------------- | -------------- | --------------------- |
| 1963 | I        | Budapest          | Ungheria       | solo gare individuali |
| 1965 | II       | Praga             | Cecoslovacchia | solo gare individuali |
| 1967 | III      | Copenaghen        | Danimarca      |                       |
| 1969 | IV       | Varna             | Bulgaria       |                       |
| 1971 | V        | L'Avana           | Cuba           |                       |
| 1973 | VI       | Rotterdam         | Paesi Bassi    |                       |
| 1975 | VII      | Madrid            | Spagna         |                       |
| 1977 | VIII     | Basilea           | Svizzera       |                       |
| 1979 | IX       | Londra            | Regno Unito    |                       |
| 1981 | X        | Monaco di Baviera | Germania Ovest |                       |
| 1983 | XI       | Strasburgo        | Francia        |                       |
| 1985 | XII      | Valladolid        | Spagna         |                       |
| 1987 | XIII     | Varna             | Bulgaria       |                       |
| 1989 | XIV      | Sarajevo          | Jugoslavia     |                       |
| 1991 | XV       | Il Pireo          | Grecia         |                       |
| 1992 | XVI      | Bruxelles         | Belgio         |                       |
| 1993 | XVII     | Alicante          | Spagna         | solo gare individuali |
| 1994 | XVIII    | Parigi            | Francia        |                       |
| 1995 | XIX      | Vienna            | Austria        |                       |
| 1996 | XX       | Budapest          | Ungheria       |                       |
| 1997 | XXI      | Berlino           | Germania       | solo gare individuali |
| 1998 | XXII     | Siviglia          | Spagna         | solo gare a gruppi    |
| 1999 | XXIII    | Osaka             | Giappone       |                       |
| 2001 | XXIV     | Madrid            | Spagna         | solo gare individuali |
| 2002 | XXV      | New Orleans       | Stati Uniti    | solo gare a gruppi    |
| 2003 | XXVI     | Budapest          | Ungheria       |                       |
| 2005 | XXVII    | Baku              | Azerbaigian    |                       |
| 2007 | XXVIII   | Patrasso          | Grecia         |                       |
| 2009 | XXIX     | Mie               | Giappone       |                       |
| 2010 | XXX      | Mosca             | Russia         |                       |
| 2011 | XXXI     | Montpellier       | Francia        |                       |
| 2013 | XXXII    | Kiev              | Ucraina        |                       |
| 2014 | XXXIII   | Smirne            | Turchia        |                       |
| 2015 | XXXIV    | Stoccarda         | Germania       |                       |
| 2017 | XXXV     | Pesaro            | Italia         |                       |
| 2018 | XXXVI    | Sofia             | Bulgaria       |                       |
| 2019 | XXXVII   | Baku              | Azerbaigian    |                       |
| 2021 | XXXVIII  | Kitakyushu        | Giappone       |                       |
| 2022 | XXXIX    | Sofia             | Bulgaria       |                       |
| 2023 | XL       | Valencia          | Spagna         |                       |
| 2025 | XLI      | Rio de Janeiro    | Brasile        |                       |
| 2026 | XLII     | Francoforte       | Germania       |                       |
| 2027 | XLIII    | Baku              | Azerbaigian    |                       |

## Podi

### Concorso individuale
| Anno | Oro                                  | Argento                                              | Bronzo                            |
| 1963 | Ljudmila Savinkova                   | Tat'jana Kravčenko                                   | Julija Trašlieva                  |
| 1965 | Hana Mičechová                       | Tat'jana Kravčenko                                   | Hana Machatová-Bogušovská         |
| 1967 | Elena Karpuchina                     | Ute Lehmann                                          | Ljubov' Sereda                    |
| 1969 | Marija Gigova                        | Neška Robeva Ljubov' Sereda Galima Šugurova          |                                   |
| 1971 | Marija Gigova                        | Elena Karpuchina                                     | Al'fija Nazmutdinova              |
| 1973 | Marija Gigova Galima Šugurova        |                                                      | Natal'ja Krašeninnikova           |
| 1975 | Carmen Rischer                       | Christiana Rosenberg                                 | María Jesús Alegre                |
| 1977 | Irina Derjugina                      | Galima Šugurova                                      | Kristina Gjurova                  |
| 1979 | Irina Derjugina                      | Elena Tomas                                          | Irina Gabašvili                   |
| 1981 | Anelija Ralenkova                    | Lilija Ignatova Iliana Raeva                         |                                   |
| 1983 | Diljana Georgieva                    | Galina Beloglazova Lilija Ignatova Anelija Ralenkova |                                   |
| 1985 | Diljana Georgieva                    | Lilija Ignatova                                      | Bianka Panova                     |
| 1987 | Bianka Panova                        | Adriana Dunavska Elizabet Koleva                     |                                   |
| 1989 | Oleksandra Timošenko                 | Bianka Panova                                        | Oksana Skaldina Adriana Dunavska  |
| 1991 | Oksana Skaldina                      | Oleksandra Timošenko                                 | Mila Marinova                     |
| 1992 | Oksana Kostina                       | Marja Petrova                                        | Larisa Luk'janenko                |
| 1993 | Marja Petrova                        | Kateryna Serebrjans'ka                               | Amina Zaripova                    |
| 1994 | Marja Petrova                        | Larisa Luk'janenko Amina Zaripova                    |                                   |
| 1995 | Marja Petrova Kateryna Serebrjans'ka |                                                      | Larisa Luk'janenko Jana Batyršina |
| 1997 | Olena Vitryčenko                     | Natal'ja Lipkovskaja                                 | Jana Batyršina                    |
| 1999 | Alina Kabaeva                        | Julija Raskina                                       | Julija Barsukova                  |
| 2001 | Tamara Jerofejeva                    | Simona Pejčeva                                       | Hanna Bezsonova                   |
| 2003 | Alina Kabaeva                        | Hanna Bezsonova                                      | Irina Čaščina                     |
| 2005 | Ol'ga Kapranova                      | Hanna Bezsonova                                      | Irina Čaščina                     |
| 2007 | Hanna Bezsonova                      | Vera Sesina                                          | Ol'ga Kapranova                   |
| 2009 | Evgenija Kanaeva                     | Dar'ja Kondakova                                     | Hanna Bezsonova                   |
| 2010 | Evgenija Kanaeva                     | Dar'ja Kondakova                                     | Melicina Stanjuta                 |
| 2011 | Evgenija Kanaeva                     | Dar'ja Kondakova                                     | Alija Garaeva                     |
| 2013 | Jana Kudrjavceva                     | Hanna Rizatdinova                                    | Melicina Stanjuta                 |
| 2014 | Jana Kudrjavceva                     | Margarita Mamun                                      | Hanna Rizatdinova                 |
| 2015 | Jana Kudrjavceva                     | Margarita Mamun                                      | Melicina Stanjuta                 |
| 2017 | Dina Averina                         | Arina Averina                                        | Linoy Ashram                      |
| 2018 | Dina Averina                         | Linoy Ashram                                         | Aleksandra Soldatova              |
| 2019 | Dina Averina                         | Arina Averina                                        | Linoy Ashram                      |
| 2021 | Dina Averina                         | Alina Harnas'ko                                      | Arina Averina                     |
| 2022 | Sofia Raffaeli                       | Darja Varfolomeev                                    | Stilijana Nikolova                |
| 2023 | Darja Varfolomeev                    | Sofia Raffaeli                                       | Daria Atamanov                    |

### Concorso a squadre
| Anno | Oro              | Argento                         | Bronzo         |
| 1967 | Unione Sovietica | Cecoslovacchia                  | Bulgaria       |
| 1969 | Bulgaria         | Unione Sovietica                | Cecoslovacchia |
| 1971 | Bulgaria         | Unione Sovietica                | Italia         |
| 1973 | Unione Sovietica | Cecoslovacchia                  | Germania Est   |
| 1975 | Italia           | Giappone                        | Spagna         |
| 1977 | Unione Sovietica | Bulgaria                        | Cecoslovacchia |
| 1979 | Unione Sovietica | Cecoslovacchia                  | Bulgaria       |
| 1981 | Bulgaria         | Unione Sovietica                | Cecoslovacchia |
| 1983 | Bulgaria         | Unione Sovietica                | Corea del Nord |
| 1985 | Bulgaria         | Unione Sovietica Corea del Nord |                |
| 1987 | Bulgaria         | Unione Sovietica                | Cina Spagna    |
| 1989 | Bulgaria         | Unione Sovietica                | Spagna         |
| 1991 | Spagna           | Unione Sovietica                | Corea del Nord |
| 1992 | Russia           | Spagna                          | Corea del Nord |
| 1994 | Russia           | Spagna                          | Bulgaria       |
| 1995 | Bulgaria         | Spagna                          | Bielorussia    |
| 1996 | Bulgaria         | Spagna                          | Bielorussia    |
| 1998 | Bielorussia      | Spagna                          | Russia         |
| 1999 | Russia           | Grecia                          | Bielorussia    |
| 2002 | Russia           | Bielorussia                     | Grecia         |
| 2003 | Russia           | Bulgaria                        | Bielorussia    |
| 2005 | Russia           | Italia                          | Bielorussia    |
| 2007 | Russia           | Italia                          | Bielorussia    |
| 2009 | Italia           | Bielorussia                     | Russia         |
| 2010 | Italia           | Bielorussia                     | Russia         |
| 2011 | Italia           | Russia                          | Bulgaria       |
| 2013 | Bielorussia      | Italia                          | Russia         |
| 2014 | Bulgaria         | Italia                          | Bielorussia    |
| 2015 | Russia           | Bulgaria                        | Spagna         |
| 2017 | Russia           | Bulgaria                        | Giappone       |
| 2018 | Russia           | Italia                          | Bulgaria       |
| 2019 | Russia           | Giappone                        | Bulgaria       |
| 2021 | RGF              | Italia                          | Bielorussia    |
| 2022 | Bulgaria         | Israele                         | Spagna         |
| 2023 | Israele          | Cina                            | Spagna         |

## Medagliere
Medagliere aggiornato all'edizione di Valencia 2023.
| Pos.   | Paese            | Oro | Argento | Bronzo | Totale |
| ------ | ---------------- | --- | ------- | ------ | ------ |
| 1      | Russia           | 113 | 57      | 35     | 205    |
| 2      | Bulgaria         | 70  | 61      | 54     | 185    |
| 3      | Unione Sovietica | 50  | 43      | 27     | 120    |
| 4      | Ucraina          | 25  | 28      | 40     | 93     |
| 5      | Italia           | 16  | 24      | 14     | 54     |
| 6      | Bielorussia      | 10  | 28      | 41     | 79     |
| 7      | Spagna           | 7   | 12      | 22     | 41     |
| 8      | Template:RGF     | 7   | 4       | 2      | 13     |
| 9      | Germania         | 6   | 4       | 1      | 11     |
| 10     | Germania Ovest   | 5   | 5       | 0      | 10     |
| 11     | Cecoslovacchia   | 4   | 5       | 8      | 17     |
| 12     | Grecia           | 3   | 1       | 2      | 6      |
| 13     | Israele          | 2   | 9       | 8      | 19     |
| 14     | Giappone         | 2   | 5       | 6      | 13     |
| 15     | Cina             | 1   | 3       | 2      | 6      |
| 16     | Corea del Nord   | 1   | 2       | 4      | 7      |
| 17     | Azerbaigian      | 0   | 1       | 8      | 9      |
| 18     | Germania Est     | 0   | 1       | 3      | 4      |
| 19     | Francia          | 0   | 0       | 2      | 2      |
| 19     | Ungheria         | 0   | 0       | 2      | 2      |
| 19     | Slovenia         | 0   | 0       | 2      | 2      |
| 22     | Romania          | 0   | 0       | 1      | 1      |
| 22     | Corea del Sud    | 0   | 0       | 1      | 1      |
| Totale | Totale           | 322 | 293     | 285    | 900    |

## Atlete plurimedagliate
In grassetto le ginnaste ancora attive e la ginnasta con più medaglie in assoluto. 

### Tutti gli eventi
| Pos. | Ginnasta             | Paese             | Da   | A    | Ori | Argenti | Bronzi | Totale |
| ---- | -------------------- | ----------------- | ---- | ---- | --- | ------- | ------ | ------ |
| 1    | Dina Averina         | Russia            | 2017 | 2021 | 18  | 3       | 1      | 22     |
| 1    | Dina Averina         | Federazione Russa | 2017 | 2021 | 18  | 3       | 1      | 22     |
| 2    | Evgenija Kanaeva     | Russia            | 2007 | 2011 | 17  | 1       | -      | 18     |
| 3    | Jana Kudrjavceva     | Russia            | 2013 | 2015 | 13  | 3       | -      | 16     |
| 4    | Marija Tolkačëva     | Russia            | 2014 | 2021 | 11  | 4       | 1      | 16     |
| 4    | Marija Tolkačëva     | Federazione russa | 2014 | 2021 | 11  | 4       | 1      | 16     |
| 5    | Oleksandra Tymošenko | Unione Sovietica  | 1989 | 1991 | 10  | 2       | -      | 12     |
| 6    | Ol'ga Kapranova      | Russia            | 2003 | 2009 | 10  | 1       | 1      | 12     |
| 7    | Marija Petrova       | Bulgaria          | 1991 | 1996 | 9   | 9       | 4      | 22     |
| 8    | Olena Vitryčenko     | Ucraina           | 1992 | 1999 | 9   | 7       | 7      | 23     |
| 9    | Galima Shugurova     | Unione Sovietica  | 1969 | 1977 | 9   | 4       | 1      | 14     |
| 10   | Alina Kabaeva        | Russia            | 1999 | 2007 | 9   | 3       | 2      | 14     |